# Aiysha Hart
Pour les articles homonymes, voir Hart.
Aiysha Hart, née le 8 août 1990 à Londres en Angleterre, est une actrice et scénariste  britannique. Elle est surtout connue pour les rôles de DS Sam Railston dans Line of Duty, d'Ariane dans Atlantis, de Mona dans Honour et de Polaire dans Colette. Elle joue également Miriam dans la série A Discovery of Witches.

## Biographie
Aiysha Hart est née le 8 août 1990. Son père est originaire du Moyen-Orient et sa mère du Royaume-Uni. Ainsi, elle grandit au Moyen-Orient et à Londres. Elle est diplômée en littérature du King's College de Londres.

## Filmographie

### Cinéma
- 2013 : Djinn : Sarah
- 2014 : Honour : Mona
- 2018 : Colette : Polaire
- 2019 : Goodbye : Jess
- 2020 : Make Me Famous (en) : Kelly
- 2020 : Mogul Mowgli : Bina
- 2025 : Salvable de Björn Franklin et Johnny Marchetta

### Télévision
- 2013 – 2015 : Atlantis, Ariane — rôle principal (21 épisodes)
- 2016 : New Blood (en), Leila — rôle principal (7 épisodes)
- Depuis 2016 : Line of Duty, DS Sam Railston — rôle récurrent (14 épisodes, saisons 3 à 6)
- 2018 – 2022 : A Discovery of Witches, Miriam Shephard — rôle principal
- 2021 : We Are Lady Parts (en), Noor